# Heinrich Schroth
Heinrich August Franz Schroth (Pirmasens, 23 marzo 1871 – Berlino, 14 gennaio 1945) è stato un attore tedesco.

## Filmografia parziale
- Die Ratte, regia di Harry Piel (1918)
- Das Tagebuch des Dr. Hart, regia di Paul Leni (1918)
- Das Auge des Götzen, regia di Harry Piel (1919)
- 1914, die letzten Tage vor dem Weltbrand, regia di Richard Oswald (1931)